# Semino
Semino è una frazione di 302 abitanti del comune di Busalla, nella città metropolitana di Genova. Posizionata a 488 m sul livello del mare, lungo la strada provinciale 53 che collega la frazione con Pietrafraccia e quindi Ronco Scrivia, è posta a 5,5 km a nordest dal capoluogo comunale.

## Storia
Secondo le fonti storiche una sua prima citazione potrebbe essere risalente già in un documento del 1248; la locale chiesa parrocchiale di San Martino, invece, nel 1523.
Caratteristico paese rurale dell'Appennino ligure, con case stretta in pietra e l'una addossata all'altra, e piccole vie nel centro storico, fu compreso nel territorio feudale di Busalla seguendone le sorti storiche fino ai giorni nostri.

## Monumenti e luoghi d'interesse

### Architetture religiose
La locale chiesa parrocchiale è intitolata a san Martino. L'edificio, citato nel 1523, dovrebbe essere risalente al 1570; la struttura venne ampliata e modificata nel corso del XIX secolo. La chiesa fa parte della diocesi di Tortona, mentre il capoluogo comunale di Busalla è parte dell'arcidiocesi di Genova.
Nei pressi della chiesa vi è l'oratorio della Beata Vergine Maria, quest'ultimo menzionato in un documento del 1576 e già sede di diverse confraternite (del Santissimo Sacramento e del Santissimo Rosario).

## Cultura

### Eventi
Il 15 agosto nella festività del Ferragosto viene organizzata una festa in paese.